# Dirección General de Organización e Inspección
La Dirección General de Organización e Inspección (DGOI) de España es el órgano directivo del Ministerio de Transportes y Movilidad Sostenible, adscrito a la Subsecretaría, que se encarga de la gestión de los servicios internos del Departamento y de la inspección general de todos los órganos y organismos de éste. 

## Historia
El origen del actual órgano está en la reforma de 1977. Ese año se crea la Dirección General de Servicios, que asume las subdirecciones generales de servicios del Ministerio de Obras Públicas y del de Vivienda, la Subdirección General de Coordinación Administrativa del Ministerio de Obras Públicas, la Oficialía Mayor del Ministerio de la Vivienda y los Servicios de Cámaras y Colegios Profesionales y Central de Recursos del mismo Ministerio. En 1991, el Ministerio de Obras Públicas y Urbanismo y el Ministerio de Transportes, Turismo y Comunicaciones se fusionaron, creándose dos direcciones generales de servicios, una para los servicios de obras públicas y otra para los de transportes.
En el año 2000 volvió a crearse el órgano como Dirección General de Organización, Procedimiento y Control (DGOPC) a partir de los órganos de la Subsecretaría relativos a gestión interior y servicios centrales, recursos humanos, administración y gestión financiera, TIC e inspección de servicios. Asimismo, asumió la Oficina Presupuestaria de la Dirección General de Programación Económica y Presupuestaria. El órgano fue suprimido en 2004 y sus servicios fueron a la Subsecretaría.
En 2009, el entonces ministro de Fomento, José Blanco López, reformó la estructura ministerial de manera que si bien las funciones se mantenían en el ámbito de la subsecretaría, éstas las ejercería un órgano superior con nivel de dirección general llamado Dirección General de Servicios (DGS). Esta dirección general asumía la superior dirección de la Oficialía Mayor, de la Subdirección General de Recursos Humanos, de la Subdirección General de Administración y Gestión Financiera, de la Inspección General del Departamento y de la Subdirección General de Tecnologías de la Información y Administración Electrónica.
Esta denominación apenas duró un año y en 2010 se renombró como Inspección General de Fomento que asumía las mismas competencias y órganos y poseía el mismo nivel de dirección general. Como novedad, se adscribía a este órgano el Consejo de Obras Públicas.
Al igual que en 2010, en abril de 2017 el órgano apenas sufre cambios, solamente un cambio de denominación a la actual Dirección General de Organización e Inspección con el «fin de reflejar de manera adecuada la verdadera naturaleza de la misma, encargada de la gestión y coordinación de los servicios comunes, régimen interior y, en general, la gestión de los recursos y medios del Departamento, así como de la inspección de servicios y obras de Fomento». Como novedad en esta reforma, es la asunción por parte de este órgano de las competencias de atención al ciudadano mediante la Subdirección General de Información Administrativa y Atención al Ciudadano y el Consejo de Obras Públicas pasa a adscribirse directamente a la subsecretaría.
En las reformas de 2018 y 2020 continúa sin ningún cambio en lo que a estructura se refiere, si bien las funciones que entonces ejercía directamente la dirección general desde 2020 pasan a ser gestionadas por sus órganos dependientes. En 2022, para atender adecuadamente la carga de trabajo que suponían el Plan de Recuperación, Transformación y Resiliencia, se dividió la Subdirección General de Inspección de Servicios y Obras en la Subdirección General de Inspección de los Servicios y Atención al Ciudadano y la Subdirección General de Inspección de Obras, y se suprimió la Subdirección General de Información, Comunicación y Transparencia, cuyas funciones asumió directamente la persona titular de la Dirección General de Organización e Inspección excepto las relativas al Registro de Quejas y Sugerencias del Ministerio, a la tramitación de los escritos formulados al amparo de la Ley Orgánica 4/2001, de 12 de noviembre, reguladora del Derecho de Petición, dirigidos al Departamento, a las funciones de la Unidad de Información y de Transparencia del Ministerio y a la coordinación de las iniciativas en materia de Gobierno Abierto, que se atribuyeron a la Subdirección General de Inspección de los Servicios y Atención al Ciudadano.

## Estructura y funciones
De la dirección general dependen los siguientes órganos, a través de los cuales ejerce sus funciones:
- La Oficialía Mayor, a la que le corresponde la gestión del régimen interior, incluida la gestión de la seguridad, y de los servicios generales de los órganos centrales y periféricos del Departamento, que no estén atribuidos a otros órganos del Ministerio; la dirección y organización del registro general, de los servicios de documentación y archivo, así como la gestión de la biblioteca general del Ministerio y la gestión y desarrollo de los servicios de documentación en materia de transportes; la programación y gestión de la política de adquisiciones de los recursos materiales del Departamento, y la programación y gestión de la política patrimonial del Departamento, incluyendo las obras de construcción y conservación de los edificios e instalaciones cuya competencia no esté asignada a otros centros directivos.
- La Subdirección General de Recursos Humanos, a la que le corresponden las funciones de gestión y administración de los recursos humanos del Departamento; de preparación y tramitación de la oferta de empleo público, de los procesos selectivos para la cobertura de los puestos de trabajo del Departamento y la programación y gestión del plan de formación del personal; del desarrollo de las funciones relacionadas con el principio de igualdad efectiva entre mujeres y hombres en el ámbito de las competencias del Ministerio, de acuerdo con lo dispuesto en la Ley Orgánica para la igualdad efectiva de mujeres y hombres, así como en el Real Decreto 259/2019, de 12 de abril, por el que se regulan las Unidades de Igualdad; de gestión de los programas de acción social, las relaciones con las organizaciones sindicales, la prevención de riesgos laborales del ámbito asignado a la Subsecretaría y la coordinación de la actividad preventiva del resto del Ministerio; de representación del Departamento ante el Ministerio de Trabajo y Economía Social en los supuestos de conflicto colectivo, y de dirección y gestión del Centro de Educación Infantil.
- La Subdirección General de Administración y Gestión Financiera, que se encarga de la gestión financiera y de tesorería del Departamento; la elaboración, tramitación y abono de las nóminas de personal; la contratación correspondiente a los servicios comunes, la gestión del Portal de Contratación y cualquier otra competencia financiera y de contratación no atribuida a otros órganos del Ministerio y de la gestión del otorgamiento de ayudas en el ámbito de competencias del Ministerio con cargo a los créditos consignados en el servicio presupuestario 01. Además, el titular de la Subdirección General de Administración y Gestión Financiera preside la Junta de Contratación del Ministerio.
- La Subdirección General de Inspección de los Servicios y Atención al Ciudadano, a la que corresponde la inspección y supervisión de los servicios para garantizar el cumplimiento de la normativa, mediante el análisis y revisión de la organización, su actuación y su funcionamiento; la racionalización y simplificación de los procedimientos y métodos de trabajo y la propuesta e impulso de medidas para la reducción de las cargas administrativas y para la eficacia, eficiencia y calidad de los servicios, así como la evaluación del cumplimiento de planes y programas anuales y plurianuales en los términos previstos en la normativa. El ámbito de actuación y funciones concretas se extenderán sobre todos los servicios de la organización administrativa central y periférica del Ministerio y de los organismos públicos vinculados o dependientes del mismo, sin perjuicio de las funciones inspectoras atribuidas al Ministerio de Política Territorial y Memoria Democrática respecto a los servicios integrados en las Delegaciones y Subdelegaciones del Gobierno. Asimismo, la realización del control de eficacia y la verificación del cumplimiento de los requisitos para actuar como medio propio del sector público institucional adscrito al Departamento; las funciones atribuidas a la unidad de control interno por el Plan de medidas antifraude del Plan de Recuperación, Transformación y Resiliencia del Ministerio; la coordinación de las actividades vinculadas con las evaluaciones de las políticas públicas de competencia del Departamento en apoyo del Instituto para la Evaluación de Políticas Públicas del Ministerio de Economía, Comercio y Empresa, de acuerdo con el plan de evaluaciones de políticas públicas que apruebe el Consejo de Ministros; la coordinación y la supervisión de la política de protección de datos en cumplimiento de la normativa aplicable en esta materia en el ámbito de las competencias del Departamento; la gestión de la información administrativa y atención al ciudadano, así como del Registro de Quejas y Sugerencias del Ministerio; la tramitación de los escritos formulados al amparo de la Ley Orgánica 4/2001, de 12 de noviembre, reguladora del Derecho de Petición, dirigidos al Departamento; y la coordinación de las iniciativas en materia de Gobierno Abierto en el ámbito del Ministerio; y las funciones que correspondan a la Unidad de Información y de Transparencia del Ministerio a los efectos que determina la Ley de transparencia, acceso a la información pública y buen gobierno.
- La Subdirección General de Tecnologías de la Información y Administración Digital, a la que le corresponde la coordinación y el impulso de la estrategia sobre Tecnologías de la Información (TI) y de la transformación digital en el Departamento, la planificación y gestión de las infraestructuras tecnológicas y las redes y servicios de comunicaciones; las funciones de mantenimiento de equipos informáticos del Departamento, así como la gestión técnica en materia de adquisición de licencias y equipos informáticos; el desarrollo y mantenimiento de los sistemas de información en el ámbito de las competencias del Ministerio, incluyendo la gestión técnica de la contratación de servicios TI; y la coordinación y el impulso de la implantación de la Administración Digital, en los términos previstos en la Ley de Procedimiento Administrativo Común de las Administraciones Públicas de 2015, así como la coordinación y gestión de los servicios del Departamento en Internet, el portal web, la sede electrónica y los servicios de intranet del Ministerio.
- La Subdirección General de Control de Calidad e Inspección Técnica, a la que le corresponde el seguimiento y evaluación de la gestión de los contratos, cualquiera que sea su calificación, así como de otros instrumentos jurídicos análogos, vinculados al ámbito del sector del transporte, de competencia del Ministerio y de los organismos públicos y sociedades mercantiles estatales, vinculados o dependientes del mismo, mediante el análisis y control de calidad en todas sus fases de los aspectos legales, técnicos, funcionales y administrativos, sin perjuicio de las competencias que puedan corresponder a otros órganos.

## Titulares
Desde la creación de este órgano en 1977, todos sus titulares, aunque con diferente denominación, han tenido las mismas competencias y rango de directores generales.
- Francisco López Fuentes (1977-1980)[14] (1)
- José Antonio Sánchez Velayos (1980-1981)[15] (1)
- Ramón Arias y Álvarez de Luna (1982-1985)[16] (1)
- Juan Rodríguez de la Rúa Fernández (1985)[17] (1)
- Gerardo Entrena Cuesta (1985-1989)[18] (1)
- José Jorge del Castillo Pérez (1989-1991)[19] (1)
- José Antonio Sánchez Velayos (2000-2004)[20] (4)
- Montserrat Merino Pastor (2009-2012) (1)(2)
- Pilar Fabregat Romero (2012-2016) (2)
- Virginia de los Reyes Pérez Alegre (2016-2018) (2)(3)
- Javier Sánchez Fuentefría (2018-2022) (3)
- María Belén Villar Sánchez (2022-presente)[21] (3)

(1) Director general de Servicios.

(2) Inspector general de Fomento.

(3) Director general de Organización e Inspección.

(4) Director general de Organización, Procedimiento y Control